# Flaumhaariger Strandflieder
Der Flaumhaarige Strandflieder (Limonium puberulum) ist eine Pflanzenart aus der Gattung der Strandflieder (Limonium).

## Merkmale
Der Flaumhaarige Strandflieder ist eine ausdauernde krautige Pflanze, die Wuchshöhen von 15 bis 25 Zentimeter erreicht. Die Blätter sind länglich-eiförmig, kurz gestielt und sternhaarig-weichfilzig. Der Blattrand ist gewellt und mehr oder weniger ganz. Die Hauptäste des Blütenstandes sind schwach geflügelt. Der Kelch ist gestutzt, rot-violett, fein gezähnelt und fünfspitzig. Die Blüten sind weiß gefärbt.
Die Blütezeit reicht von Februar bis April.
Die Chromosomenzahl beträgt 2n = 14.

## Vorkommen
Der Flaumhaarige Strandflieder kommt auf den Kanaren-Inseln Fuerteventura und Lanzarote auf steinigen Hängen vor.